# Hagenower SV
Der Hagenower SV ist ein deutscher Mehrspartensportverein mit Sitz in der Mecklenburger Stadt Hagenow. Er hat die Sportarten Fußball, Handball, Leichtathletik, Tischtennis, Tennis und Kegeln im Programm (Stand 2018). Der Verein ist Mitglied im Verband Deutscher Eisenbahner-Sportvereine. 

## Porträt

### BSG Einheit/Empor/Lokomotive
Das Sportgeschehen in Hagenow wurde nach dem Ende des Zweiten Weltkriegs durch die neu gegründete Sportgemeinschaft (SG) wahrgenommen. Deren Fußballmannschaft stieg 1948 in die Landesklasse Mecklenburg auf, eine der fünf höchsten Spielklassen in der Sowjetischen Besatzungszone. Dort belegte sie 1948/49 unter acht Mannschaften den fünften Platz, musste aber ein Jahr später als Tabellenletzter in die Bezirksklasse Mecklenburg absteigen. Diese war nach Einführung von Oberliga und DDR-Liga 1950/51 4. Liga. In dieser Saison traten die Hagenower als Betriebssportgemeinschaft (BSG) Einheit mit der Stadtverwaltung als Trägerbetrieb an. Nach Einführung der DDR-Bezirke wurde die Spielklasse in Bezirksklasse Schwerin umbenannt. 1953 bekamen die Fußballer der BSG Einheit Konkurrenz durch die Polizeisportgemeinschaft SG Dynamo Hagenow, die sich in der Bezirksklasse teilweise besser als die BSG Einheit platzieren konnte. Zur Saison 1955/56 übernahm der staatliche Handel in Hagenow die Trägerschaft der BSG, die sich fortan BSG Empor nannte. Von 1956 bis 1963 war die Bezirksklasse durch die Einführung der II. DDR-Liga nur noch 5. Liga. Zur Saison 1961/62 wurde die Bezirksklasse von vier auf zwei Staffeln reduziert. Für die BSG Empor reichte Platz neun nicht für den Klassenerhalt, sodass die Mannschaft in dieser Spielzeit in der Kreisliga antreten musste. Nach dem sofortigen Wiederaufstieg gelang danach eine langjährige Sicherung der Bezirksklassen-Zugehörigkeit. 1968 kam es zu einem erneuten Wechsel des Trägerbetriebs, als das Bahnbetriebswerk Hagenow die BSG übernahm, die sich in BSG Lokomotive umbenannte. Ihr gelang 1977 der Aufstieg in die drittklassige Bezirksliga Schwerin, dem bis 1982 ein ständiger Wechsel zwischen Bezirksliga und Bezirksklasse folgte. Inzwischen war mit der Armeesportgemeinschaft Vorwärts Hagenow ein neuer Konkurrent angetreten, der es bis in die zweitklassige DDR-Liga schaffte. Lok Hagenow verblieb bis 1988 in der Bezirksklasse. Danach stieg die BSG Lok in die Kreisliga ab, aus der sie bis zum Ende des DDR-Spielbetriebes nicht mehr zurückkehrte.

### ESV / Hagenower SV
1990 brach das System der Betriebssportgemeinschaften infolge der wirtschaftlichen Veränderungen nach der politischen Wende 1989/90 zusammen. Nachdem die Deutsche Reichsbahn die finanzielle Unterstützung der BSG beendet hatte, gründeten deren Mitglieder den Eisenbahn-Sportverein 48 Hagenow. Er wurde als Mehrspartenverein weitergeführt. 2006 bildete sich der ESV in den Hagenower Sportverein um. 2011 schloss sich der SC AWO Hagenow dem Hagenower SV an. Dessen Männer-Fußballmannschaft war bisher stets besser platziert gewesen und spielte zuletzt in der siebtklassigen Landesliga. Von der Saison 2011/12 übernahm der Hagenower SV den Landesligaplatz. Die 1. Fußballmannschaft spielte viele Jahre sowohl als ESV wie auch als HSV unterklassig und stieg erst 2016 in die sechstklassige Verbandsliga Mecklenburg-Vorpommern auf, in der sie sich jedoch nur eine Saison halten konnte. Auch die Handball- und Tischtennissportler spielten 2016 auf Landesniveau. 